# Spomenik svobode
Spomenik svobode (nemško: Freiheitsmahnmal) je bil spomenik, posvečen žrtvam berlinskega zidu. Spomenik se nahajal v bližini muzeja Checkpoint Charlie v Berlinu. Otvorjen je bil 31. oktobra 2004 in so ga pohvalile tako žrtve komunističnega režima NDR kot zagovorniki človekovih pravic.
Leta 2004 je Alexandra Hildebrandt najela prazno parcelo blizu mesta nekdanje kontrolne točke Charlie in postavila Spomenik svobode žrtvam mejnih sil. Čeprav so ga mnogi pohvalili, so ga berlinski uradniki kritizirali, da je zgodovinsko in simbolično netočen ter da ga je postavil zasebnik brez javnega postopka. Naslednje leto je banka kot lastnica zemljišča  prekinila najemno pogodbo. Hildebrand je zavrnil odstranitev spomenika, križe, ki so sestavljali spomenik, pa so sodni izvršitelji odstranili po odredbi sodišča.